# 北海道の山の一覧
北海道の山の一覧（ほっかいどうのやまのいちらん）は、北海道にある山の一覧。
括弧内は「読み」、「標高」。

## あ行
1. 愛刀稱山（あいとねやま）
2. 愛鳥山（あいとろやま）
3. 愛奴山（あいぬやま）
4. 愛別岳（あいべつだけ、2112.4m）
5. 赤岳（あかだけ、2078m）
6. 阿寒富士（あかんふじ）
7. 旭岳（あさひだけ、2290m）
8. 朝日岳（あさひだけ、598m）
9. 朝里岳（あさりだけ、1280m）
10. 芦別岳（あしべつだけ、1727m）
11. アタクッチャ
12. アトサヌプリ
13. 阿分山（あふんやま）
14. 阿部志内（あべしない、896.1m）
15. アポイ岳（あぽいだけ、810.6m）
16. 阿幌岳（あほろだけ、977m）
17. 天見山（あまみやま）
18. 阿女鱒岳（あめますだけ、1014m）
19. 荒井岳（あらいだけ、2183m）
20. 安足間岳（あんたろまだけ、2200m）
21. 幾山岳（いくさんだけ）
22. 幾春別岳（いくしゅんべつだけ、1068m）
23. イクルシベ山
24. 偉茶忍山（いさしのぶやま）
25. 漁岳（いざりだけ、1318m）
26. 石狩岳（いしかりだけ、1967m）
27. 石山 (弟子屈町)（いしやま）
28. イソサンヌプリ山（いそさんぬぷりやま）
29. 1839峰（いっぱーさんきゅうほう、1842m）
30. 1967峰（いちきゅうろくななほう）
31. 一枚岳（いちまいだけ）
32. イチャンコッペ山（いちゃんこっぺさん、829m）
33. 糸魚岳（いといだけ）
34. イドンナップ岳（いどんなっぷだけ、1752m）
35. 稲星山（いなぼしやま）
36. 犬牛別山（いぬうしべつやま）
37. イルムケップ山（いるむけっぷやま）
38. 伊由谷岳（いゆだにだけ）
39. 岩尾岳（いわおだけ）
40. 岩尾天狗（いわおてんぐ）
41. イワオヌプリ（いわおぬぷり）
42. イワケシ山（いわけしやま）
43. 岩子岳（いわこだけ）
44. 岩田主山（いわたぬしやま）
45. 岩内岳（いわないだけ、1497.5m）
46. 岩内岳 (岩内町)（いわないだけ、1,085m）
47. 岩内岳 (日高町)（いわないだけ、963.6m）
48. 岩部岳（いわべだけ、794m）
49. 岩保木山（いわぼっきやま）
50. ウイーヌプリ（ういーぬぷり）
51. ウェンシリ岳（うぇんしりだけ、1142m）
52. ウエンザル岳（うえんざるだけ）
53. ウコタキヌプリ山（うこたきぬぷりやま）
54. 牛岳（うしだけ）
55. 後旭岳（うしろあさひだけ）
56. 有珠山（うすざん、737m）
57. 歌登山（うたのぼりやま）
58. ウチイチ山（うちいちやま）
59. 欝岳（うつだけ）
60. 海別岳（うなべつだけ）
61. ウペペサンケ山（うぺぺさんけやま、1848m）
62. 馬岳（うまだけ）
63. 雲知来内岳（うんちきないだけ）
64. 英嶺山（えいれいざん）
65. エサオマントッタベツ岳（えさおまんとったべつだけ、1902m）
66. 恵山（えさん）
67. 恵岱岳（えたいだけ）
68. エタンパック山（えたんぱっくやま）
69. エチナンゲップ山（えちなんげっぷやま）
70. 江鳶山（えとんびやま）
71. 恵庭岳（えにわだけ、1320m）
72. 烏帽子岳（えぼしだけ）
73. 烏帽子山 (遠別町)（えぼしやま）
74. 江良岳（えらだけ）
75. 雄阿寒岳（おあかんだけ）
76. 大赤岳（おおあかだけ）
77. 大岳（おおだけ）
78. 大椴長根山（おおとどながねやま）
79. 大山 (新ひだか町)（おおやま）
80. オキシマップ山（おきしまっぷやま）
81. 於鬼頭岳（おきとだけ）
82. 沖内山（おきないやま）
83. 沖里河山（おきりかわやま）
84. 奥三毛別山（おくさんけべつやま）
85. 奥春別山（おくしゅんべつやま）
86. 小車岳（おぐるまだけ）
87. 小車長峰（おぐるまながね）
88. オコツナイ岳（おこつないだけ、1170m）
89. オサッペヌプリ
90. 尾去内川（おさるないがわ、672.6m）
91. 長留内岳（おさるないだけ）
92. 妙敷山（おしきやま）
93. 長万部岳（おしゃまんべだけ）
94. オションナイ山（おしょんないやま）
95. 於曽牛山（おそうしやま）
96. オダッシュ山（おだっしゅやま）
97. オタドマリポン山（おたどまりぽんざん）
98. 落合岳（おちあいだけ）
99. 落船山（おちふねさん）
100. 御茶々岳（おちゃちゃだけ）
101. オッカバケ岳（おっかばけだけ）
102. 音威富士（おといふじ）
103. 音江山（おとえやま）
104. 音更山（おとふけやま）
105. 乙部岳（おとべだけ）
106. 鬼刺山（おにさしやま）
107. 鬼鹿山（おにしかやま）
108. 鬼志別山（おにしべつやま）
109. 鬼脇ポン山（おにわきぽんざん）
110. 帯広岳（おびひろだけ）
111. 小平蘂岳（おびらしべだけ、960.4m）
112. 小平蘂山（おびらしべやま、877.7m）
113. オプタテシケヌプリ（おぷたてしけぬぷり）
114. オプタテシケ山（おぷたてしけやま）
115. 雄冬山（おふゆやま）
116. 雄鉾岳（おぼこだけ）
117. 小鉾岳（おぼこだけ）
118. オムシャヌプリ（おむしゃぬぷり）－別名：双子山（ふたごやま）
119. 親岳（おやだけ）
120. オロエナイ（おろえない）
121. オロフレ山（おろふれやま）
122. 遠音別岳（おんねべつだけ）
123. 温根山（おんねやま）

## か行
1. 海向山（かいこうざん）
2. 化雲岳（かうんだけ）
3. 鏡岳（かがみだけ）
4. 神楽岳（かぐらだけ）
5. 加車山（かしゃやま）
6. カスベ岳（かすべだけ）
7. 加須美岳（かすみだけ）
8. 桂岳（かつらだけ）
9. カニカン岳（かにかんだけ）
10. 釜尻山（かましりやま）
11. 上川岳（かみかわだけ）
12. 上記念別山（かみきねんべつやま）
13. 上古丹別山（かみこたんべつやま）
14. 上富良野岳（かみふらのだけ）
15. 上ホロカメットク山（かみほろかめっとくやま）
16. カムイエクウチカウシ山（かむいえくうちかうしやま）
17. カムイヌプリ (登別)（かむいぬぷり）
18. 神威岳 (札幌市)（かむいだけ）
19. 神威岳 (大樹町・浦河町)（かむいだけ）
20. 神威岳 (帯広市・新冠町)（かむいだけ）
21. 神居ポン山（かむいぽんざん）
22. 神居山 (中川町)（かむいやま）
23. 神威岳 (赤平市・歌志内市)（かもいだけ）
24. 狩勝山（かりかちやま）
25. 狩場山（かりばやま）
26. 狩振岳（かりふりだけ）
27. 川尻山（かわしりやま）
28. 川流布山（かわるっぷやま）
29. カンジウシ山（かんじうしやま）
30. 観音岩山（かんのんいわやま）
31. 観音岳（かんのんだけ）
32. 寛保岳（かんぽだけ）
33. 吉凶岳（ききょうだけ）
34. 木禽岳（ききんだけ）
35. 北稲練山（きたいなねるやま）
36. 北暑寒岳（きたしょかんだけ）
37. 北戸蔦別岳（きたとったべつだけ）
38. 北見富士 (北見市)（きたみふじ）
39. 北見富士 (紋別市)（きたみふじ）
40. 北ペトウトル山（きたペとうとるやま）
41. 喜登牛山（きとうしやま）
42. 伎念別岳（きねんべつだけ）
43. キムンタップコップ岳（きむんたっぷこっぷだけ）
44. 喜茂別岳（きもべつだけ）
45. 崕山（きりぎしやま）
46. 久山岳（きゅうさんだけ）
47. 清部岳（きよべだけ）
48. 錐立山（きりたちやま）
49. 錐山（きりやま）
50. 狗神岳（ぐじんだけ）
51. 苦茶古留志山（くちゃこるしやま）
52. 窟太郎山 （くったらやま）
53. 靴幅山（くつはばさん）
54. クテクンベツ岳
55. 苦頓別山（くとんべつやま）
56. 熊ヶ岳（くまがだけ）
57. 熊岳 (天塩山地)（くまだけ）
58. クマネシリ岳（くまねしりだけ）
59. 隈根尻山（くまねしりやま）
60. 熊野岳 (枝幸町)（くまのだけ）
61. 熊見山（くまみやま）
62. 胡桃山 (中川町)（くるみやま）
63. 黒石山 (小平町・沼田町)（くろいしやま）
64. 黒岩山（くろいわやま）
65. 九郎岳（くろうだけ）
66. 黒岳（くろだけ、1984m）
67. 黒松内岳（くろまつないだけ）
68. クンネシリ山（くんねしりやま）
69. 薫別岳（くんべつだけ）
70. 群別岳（くんべつだけ）
71. 群馬岳（ぐんまだけ）
72. 桂月岳（けいげつだけ）
73. 毛鐘尻山（けがねしりやま）
74. 計露岳（けろだけ）
75. 小旭岳（こあさひだけ）
76. コイカクシュサツナイ岳（こいかくしゅさつないだけ、1721m）
77. 小漁山（こいざりやま）
78. 小泉岳（こいずみだけ）
79. 小海別岳（こうなべつだけ）
80. 黄金山（こがねやま）
81. 小化雲岳（こかうんだけ）
82. 濃昼岳（ごきびるだけ）
83. 國寧布山（こくねっぷやま）
84. 五色岳（ごしきだけ）
85. 古丹別山（こたんべつやま）
86. 小天狗岳（こてんぐだけ）
87. コトニヌプリ
88. 小ポン山 (こぽんざん)
89. 駒ヶ岳（こまがたけ）
90. 五郎助岳（ごろうすけだけ）
91. ゴロタ山（ごろたやま）
92. 金剛岳（こんごうだけ）
93. 昆布岳（こんぶだけ）

## さ行
1. 狭薄山（さうすやま）
2. 佐官別山（さかんべつやま）
3. サシルイ岳（さしるいだけ、1564m）
4. 札滑岳（さっこつだけ）
5. 札足辺山（さったるべさん）
6. 札内岳（さつないだけ）
7. 札幌岳（さっぽろだけ）
8. 佐主岳（さぬしだけ）
9. 佐幌岳（さほろだけ）
10. サマキシリ山（さまきしりやま）
11. サマッカリヌプリ（さまっかりぬぷり）
12. サマッケヌプリ（さまっけぬぷり）
13. サマッケヌプリ山（さまっけぬぷりやま、1062m）
14. 砂蘭部岳（さらんべだけ）
15. 沙流岳（さるだけ）
16. 佐呂間山（さろまやま）
17. 砂原岳（さわらだけ）
18. 三角山 (礼文島)（さんかくやま）
19. 三角山 (幌延町・浜頓別町)（さんかくやま）
20. 三九郎岳（さんくろうだけ）
21. 三毛別（さんけべつ、296.7m）
22. 三毛別山（さんけべつやま、445.9m）
23. 珊内岳（さんないだけ）
24. 三枚岳（さんまいだけ）
25. シートートムシメヌ山（しーとーとむしめぬやま、799m）
26. シアッシリ山（しあっしりやま）
27. シアビラヌプリ（しあびらぬぷり）
28. 稚空知山（しいそらちやま）
29. 潮見山 (初山別村)（しおみやま）
30. シカシナイ山（しかしないやま）
31. 然別山（しかりべつやま）
32. シキシャナイ岳（しきしゃないだけ、1058m）
33. 志計礼辺山（しけれべやま）
34. シタバヌプリ山
35. シビチャリ山（しびちゃりやま）
36. 標津岳（しべつだけ）
37. 士萬山（しまんやま）
38. 志見山 (中川町)（しみやま）
39. 下川山（しもかわやま）
40. 下記念別山（しもきねんべつやま）
41. 下古丹別山（しもこたんべつやま）
42. 下ホロカメットク山（しもほろかめっとくやま）
43. シャクナゲ岳（しゃくなげだけ、1074m）
44. 積丹岳（しゃこたんだけ）
45. 斜内岳（しゃないざん）
46. 社満射岳（しゃまんしゃだけ）
47. 斜里岳（しゃりだけ）
48. シューパロ岳（しゅーぱろだけ）
49. 支湧別岳（しゆうべつだけ）
50. 宿弗山（しゅったやま）
51. 主府久（しゅふきゅう）
52. 珠文岳（しゅぶんだけ）
53. 主馬山（しゅまやま）
54. 朱鞠内岳（しゅまりないだけ）
55. 春別岳 (新ひだか町・中札内村)（しゅんべつだけ）
56. 春別岳 (日高町)（しゅんべつだけ）
57. 春別山（しゅんべつやま）
58. 小喜茂別岳（しょうきもべつだけ）
59. 小白雲岳（しょうはくうんだけ）
60. 松籟山（しょうらいやま）
61. 昭和新山（しょうわしんざん）
62. 暑寒別岳（しょかんべつだけ）
63. 渚滑岳（しょこつだけ）
64. 白井岳（しらいだけ）
65. 白老岳（しらおいだけ）
66. 白神岳（しらかみだけ）
67. 白地畑山（しらじはたやま）
68. シララヌプリ（しららぬぷり）
69. 知駒岳（しりこまだけ）
70. 尻別岳（しりべつだけ）
71. 知床硫黄山（しれとこいおうざん）
72. 知床岳（しれとこだけ）
73. 白水岳（しろみずだけ）
74. 針状山（しんじょうやま）
75. 槙柏山（しんぱくさん）
76. 寿都似山（すとうにやま）
77. 摺鉢山 (幌延町)（すりばちやま）
78. スルカイ岳（するかいだけ、882m）
79. 石油鉱山（せきゆこうざん）
80. セタウシ山（せたうしやま）
81. 勢多山（せたやま）
82. 銭函天狗山（ぜにばこてんぐやま）
83. 尖峰（せんぽう）
84. 仙法志ポン山（せんぽうしぽんざん）
85. 仙松山（せんまつやま）
86. 相雲内岳（そううんないだけ）
87. ソーキップ岳
88. 壮志岳（そうしだけ）
89. 相志内向岳（そうしないむかいだけ）
90. 双珠別岳（そうしゅべつだけ）
91. ソエマツ岳（そえまつだけ）
92. 測量山（そくりょうざん）
93. 空沼岳（そらぬまだけ）
94. ソロアンナイ（そろあんない）

## た行
1. 大千軒岳（だいせんげんだけ）
2. 大天狗岳（だいてんぐだけ）
3. 平岳（たいらだけ）
4. タウシュベツ山（たうしゅべつやま）
5. 鷲の巣山（わしのすやま）
6. 滝沢山 (中川町)（たきざわやま）
7. 滝ノ上山（たきのうえやま）
8. 滝ノ沢岳（たきのさわだけ）
9. 立牛岳（たつうしだけ）
10. タツナラシ山（たつならしやま）
11. 多峰古峰山（たっぷこっぷやま）
12. 達布山 (小平町)（たっぷやま）
13. 民安山（たみやすやま）
14. 多聞岳（たもんだけ）
15. 樽前山（たるまえさん、1041m）
16. 達磨山 (中川町)（だるまやま）
17. 知円別岳（ちえんべつだけ）
18. 築別岳（ちくべつだけ）
19. チセヌプリ（ちせぬぷり）
20. 知西別岳（ちにしべつだけ）
21. チトカニウシ山（ちとかにうしやま）
22. 知布志内山（ちぷしないやま）
23. 智保内山（ちぼないやま）
24. 茶古志山（ちゃこしやま）
25. 忠別岳（ちゅうべつだけ）
26. 長官山 (利尻島)（ちょうかんざん）
27. 千代田山（ちよださん）
28. 知来岳（ちらいだけ）
29. チロロ岳（ちろろだけ、1880m）
30. 筑紫岳（つくしだけ）
31. 剣山（つるぎやま、1205m）
32. 手稲山（ていねやま）
33. 天塩岳（てしおだけ）
34. 徹別岳（てつべつだけ）
35. 鉄砲岳（てっぽうだけ）
36. 天狗岳（てんぐだけ）
37. 天狗岳 (増毛町)（てんぐだけ）
38. 天狗山 (小樽市)（てんぐやま）
39. 天狗山 (小平町)（てんぐやま）
40. 天狗山 (音威子府村)（てんぐやま）
41. 天頂山（てんちょうざん）
42. 天都山（てんとさん）
43. 天望山（てんぼうさん）－別名：くちびる山（くちびるやま）
44. 天幕ノ山（てんまくのやま）
45. トーウツ岳（とーうつだけ）
46. トーノシケヌプリ（とーのしけぬぷり）－洞爺湖中島
47. 当麻岳（とうまだけ）
48. 燈明岳（とうみょうだけ、577m）
49. 十勝岳（とかちだけ）
50. 十勝岳 (日高山脈)（とかちだけ）
51. 十勝幌尻岳（とかちぽろしりだけ）
52. トキタイ山（ときたいやま）
53. 時前山（ときまえやま）
54. 徳舜瞥山（とくしゅんべつやま）
55. 常呂山（ところやま）
56. トサモシベ（とさもしべ）
57. トッカリムイ岳（とっかりむいだけ）
58. 戸蔦別岳（とったべつだけ）
59. 徳富岳（とっぷだけ）
60. 登突山（ととつやま）
61. 椴虫山（とどむしやま、854.8m）
62. トプオロシリ岳（とぷおろしりだけ）
63. トマム山（とまむやま）
64. トムラウシ山（とむらうしやま、2141m）
65. トムラウシ山 (芽室町)（とむらうしやま、1476.4m）
66. 豊似岳（とよにだけ）
67. トヨニ岳（とよにだけ）
68. トヨニ岳北峰（とよにだけほくほう）
69. トワルタップコップ岳（とわるたっぷこっぷだけ）
70. 尖岳（とんがりだけ）

## な行
1. ナイタイ山（ないたいやま）
2. 那伊山（ないやま）
3. 中記念別山（なかきねんべつやま）
4. 中岳（なかだけ）
5. 中ノ岳 (日高山脈)（なかのだけ）
6. 永山岳（ながやまだけ）
7. 七飯岳（ななえだけ）
8. 七ッ岳（ななつだけ）
9. 鍋岳（なべだけ）
10. ナメワッカ岳（なめわっかだけ、1799m）
11. 鳴川岳（なるかわだけ）
12. 新冠富士（にいかっぷふじ）
13. 二観別岳（にかんべつだけ）
14. 仁頃山（にころやま）
15. 似峡岳（にさまだけ）
16. 西川岳（にしかわだけ）
17. 西クマネシリ岳（にしくまねしりだけ）
18. 西昆布岳（にしこんぶだけ）
19. 西暑寒別岳（にししょかんべつだけ）
20. 西竹山（にしたけやま）
21. 西ヌプカウシヌプリ（にしぬぷかうしぬぷり）
22. 西別岳（にしべつだけ）
23. ニシュオマナイ岳（にしゅおまないだけ）
24. ニセイカウシュッペ山（にせいかうしゅっぺやま）
25. ニセイチャロマップ岳（にせいちゃろまっぷだけ）
26. ニセコアンヌプリ（にせこあんぬぷり）
27. 仁多山（にたさん）
28. ニタトルシュケ山（にたとるしゅけやま）
29. ニトヌプリ（にとぬぷり）
30. 二並山（になみやま）
31. 丹鳴岳（になるだけ）
32. ニフシオヤコツ（にふしおやこつ）
33. ニペソツ山（にぺそつやま）
34. ニペノ耳（にぺのみみ）
35. 二枚岳（にまいだけ）
36. ニレシ岳（にれしだけ）
37. 又牛別岳（ぬーうしべつだけ）
38. 糠平山（ぬかびらやま）
39. 糠真布（ぬかまっぷ）
40. ヌカンライ岳（ぬかんらいだけ）
41. 貫気別山 (日高)（ぬきべつやま）
42. 貫気別山 (後志)（ぬっきべつやま）
43. 布部岳（ぬのべだけ）
44. 縫振山（ぬぷりやま？）
45. 沼岳（ぬまだけ）
46. 沼ノ原山（ぬまのはらやま）
47. 猫山（ねこやま）
48. 野花南岳（のかなんだけ）
49. 鋸岳（のこぎりだけ）
50. 箆射峰（のしゃっぷ）
51. 野田追岳（のだおいだけ）
52. 野塚岳（のづかだけ）
53. 信砂岳（のぶしゃだけ）

## は行
1. 袴腰岳（はかまごしだけ）
2. 袴腰山（はかまごしやま）
3. 白雲山（はくうんざん）
4. 白雲岳（はくうんだけ）
5. 白湯山（はくとうさん）
6. 白頭山 (羽幌町)（はくとうざん）
7. ハゲ山（はげやま）
8. 函岳（はこだけ）
9. 函館山（はこだてやま）
10. 梯子岳（はしごだけ）
11. 八内岳（はちないだけ）
12. 八兵衛岳（はちべえだけ）
13. 八幡岳（はちまんだけ）
14. ハッタオマナイ岳（はったおまないだけ）
15. 八平岳（はっぺいだけ）
16. 羽幌岳（はぼろだけ）
17. 浜益御殿（はまますごてん）
18. 浜益岳（はまますだけ）
19. 馬髭岳（ばりょうがたけ）
20. パンケカッチヌプリ（ぱんけかっちぬぷり）
21. パンケヌーシ岳（ぱんけぬーしだけ）
22. パンケ山 (中頓別町・中川町)（ぱんけざん）
23. 斑計山（ぱんけやま）
24. 磐石岳（ばんじゃくだけ）
25. パンベツ岳（ぱんべつだけ）
26. ピウケナイ山
27. ピウ岳（ぴうだけ）
28. 美瑛岳（びえいだけ）
29. 美瑛富士（びえいふじ）
30. 東狩場山（ひがしかりばやま）
31. 東古丹別山（ひがしこたんべつやま）
32. 東暑寒岳（ひがししょかんだけ）
33. 東岳（ひがしだけ）
34. 東ヌプカウシヌプリ（ひがしぬぷかうしぬぷり）
35. 東丸山 (上士幌町)（ひがしまるやま、1666m）
36. 東丸山 (壮瞥町)（ひがしまるやま、307m）
37. 東三国山（ひがしみくにやま）
38. 檜倉岳（ひくらだけ）
39. ピシカチナイ山（ぴしかちないやま）
40. ピセナイ山（ぴせないやま）
41. ピッシリ山（ぴっしりやま、1031.5m）
42. 比布岳（ぴっぷだけ）
43. 比布山（ぴっぷやま、1100.1m）
44. ピパイロ岳（ぴぱいろだけ）
45. 美比内山（びひないやま）
46. 美幌岳（びほろだけ）
47. 美羅尾山（びらおやま）
48. 百松沢山（ひゃくまつざわやま、1037.8m）
49. ピヤシリ山（ぴやしりやま、991m）
50. 百軒岳（ひゃっけんだけ）
51. 冷水岳（ひやみずだけ）
52. 冷水山 (中川町)（ひやみずやま）
53. 屏風岳（びょうぶだけ）
  - 屏風岳 (小樽市)（752m）
  - 屏風岳 (上川支庁)（1792m）
54. 平ヶ岳（ひらがたけ）
55. 平岳（ひらだけ）
56. ピラトコミ山（ぴらとこみやま）
57. ピラミッド峰
58. 平山 (石狩山地)（ひらやま）
59. ピリガイ岳（ぴりがいだけ）
60. ピリカヌプリ（ぴりかぬぷり）
61. ピリベツ岳（ぴりべつだけ）
62. 美留和山（びるわやま）
63. 広尾岳（ひろおだけ）
64. ピロロ岳（ぴろろだけ）
65. ピンネシリ (様似町)（ぴんねしり）
66. ピンネシリ (新十津川町・当別町)（ぴんねしり）
67. 敏音知岳（ぴんねしりだけ）
68. 伏美岳（ふしみだけ）
69. 二岐岳（ふたまただけ）
70. 二股岳（ふたまただけ）
71. フップシ岳（ふっぷしだけ）
72. 風不死岳（ふっぷしだけ、1102m）
73. 太櫓岳（ふとろだけ）
74. フモンナイ岳（ふもんないだけ、1337m）
75. 富良野岳（ふらのだけ）
76. 富良野西岳（ふらのにしだけ）
77. 古幌山（ふるほろやま？）
78. フレ岳（ふれだけ）
79. 振内山（ふれないやま）
80. フレベツ岳（ふれべつだけ）
81. 米飯山（ぺいぱんやま）
82. ペクンネウシヌプリ（ぺくんねうしぬぷり）
83. ペケレベツ岳（ぺけれべつだけ）
84. 辺計礼山（ぺけれやま）
85. 別狩岳（べっかりだけ）
86. ベッピリガイ山（べっぴりがいやま）
87. ペテガリ岳（ぺてがりだけ）
88. ベベツ岳（べべつだけ）
89. ペンケカッチヌプリ（ぺんけかっちぬぷり）
90. ペンケ岳（ぺんけだけ）
91. 辺恵山（ぺんけやま）
92. ペンケ山 (中頓別町・中川町)（ぺんけやま）
93. ペンケヌーシ岳（ぺんけぬーしだけ）
94. 辺渓別山（ぺんけべつやま）
95. 坊主山 (枝幸町)（ぼうずやま）
96. 北鎮岳（ほくちんだけ）
97. 北稜岳（ほくりょうだけ）
98. 母恋富士（ぼこいふじ）
99. 北海岳（ほっかいだけ）
100. 布袋山 (中川町)（ほていやま）
101. 保留寒山（ほるかんざん）
102. 幌岩山
103. 幌尻岳（ぽろしりだけ）
104. ポロシリ山（ぽろしりやま）
105. 幌尻山（ぽろしりやま）
106. 幌内岳（ほろないだけ）
107. ポロナイポ岳（ぽろないぽだけ）
108. ポロヌプリ山（ぽろぬぷりざん）
109. ポロヌプリ岳（ぽろぬぷりだけ）
110. 幌春山（ほろはるやま）
111. 幌扶斯山（ほろぷすさん）
112. 幌別岳 (大樹町・浦河町)（ほろべつだけ）
113. 幌別山（ほろべつやま）
114. ホロホロ山（ほろほろやま）
115. 幌満山（ほろまんざん）
116. ポロモイ岳（ぽろもいだけ）
117. ポンサマッケヌプリ（ぽんさまっけぬぷり）
118. ポン山（ぽんざん）
119. 凡忠別岳（ぽんちゅうべつだけ）
120. 本二観別岳（ほんにかんべつだけ）
121. 奔別岳（ぽんべつだけ）
122. ポンヤオロマップ岳（ぽんやおろまっぷだけ）

## ま行
1. 前千軒岳（まえせんげんだけ）
2. 前岳（まえだけ）
3. 前天塩岳（まえてしおだけ）
4. 前八兵衛岳（まえはちべえだけ）
5. 前富良野岳（まえふらのだけ）
6. 前目国内岳（まえめくんないだけ）
7. マクワンチサップ（まくわんちさっぷ）
8. 間沢山（まざわやま）
9. 摩周岳（ましゅうだけ）
10. 俣落岳（またおちだけ）
11. 松田岳（まつだだけ）
12. 松音知岳（まつねしりだけ）
13. 間宮岳（まみやだけ）
14. 丸岳（まるだけ）
15. 円山 (釧路町)（まるやま）
16. 丸山 (稚内市)（まるやま）
17. 丸山 (羽幌町北)（まるやま、239.7m）
18. 丸山 (羽幌町南)（まるやま、244m）
19. 丸山 (苫前町)（まるやま）
20. 丸山 (中川町)（まるやま）
21. 稀府岳（まれっぷだけ）
22. 三国山（みくにやま）
23. 三岳（みたけ）
24. 三ッ峰（みつみね）
25. 三ツ山 (遠別町)（みつやま）
26. 緑岳（みどりだけ）
27. 南クマネシリ岳（みなみくまねしりだけ）
28. 南斜里岳（みなみしゃりだけ）
29. 南暑寒岳（みなみしょかんだけ）
30. 南岳（みなみだけ）
31. 南ペトウトル山（みなみぺとうとるやま）
32. 無意根山（むいねやま）
33. 武華山（むかやま）
34. 武佐岳（むさだけ）
35. 武利岳（むりいだけ）
36. 霧裏山（むりやま）
37. 雌阿寒岳（めあかんだけ）
38. 目国内岳（めくんないだけ）
39. メップ岳（めっぷだけ）
40. メヌウショロポン山（めぬうしょろぽんざん）
41. 芽室岳（めむろだけ）
42. モアン山（もあんさん）
43. モイマ山（もいまやま）
44. 萌間山（もいまやま）
45. 藻岩山（もいわやま）
46. モエレ山（もえれやま）
47. 藻琴山（もことやま）
48. モラップ山（もらっぷやま、507m）
49. 文珠岳（もんじゅだけ）
50. 紋内岳（もんないだけ）
51. 紋別岳 (千歳市)（もんべつだけ、866m）
52. 紋別岳 (伊達市)（もんべつだけ、715m）
53. 紋別山（もんべつやま）

## や行
1. ヤオロマップ岳（やおろまっぷだけ）
2. 焼木尻岳（やきじりだけ）
3. 弥五兵衛岳（やごべえだけ）
4. 耶似様内岳（やにさまないだけ）
5. 屋根棟山（やねむねやま）
6. 止別岳（やんべつだけ）
7. 雄柏山（ゆうはくざん）
8. 夕張岳（ゆうばりだけ）
9. 夕日岳（ゆうひだけ）
10. 遊楽部岳（ゆうらっぷだけ）
11. 雪盛山（ゆきもりやま）
12. 湯内岳（ゆないだけ）
13. ユニ石狩岳（ゆにいしかりだけ）
14. 余市岳（よいちだけ）
15. 羊蹄山（ようていざん）
16. 養老牛岳（ようろううしだけ）
17. 横津岳（よこつだけ）
18. 横山中岳（よこやまなかだけ）
19. 余別岳（よべつだけ）

## ら行
1. 雷電山（らいでんやま）
2. 来馬岳（らいばだけ）
3. 羅臼岳（らうすだけ）
4. ラサウヌプリ
5. 楽古岳（らっこだけ）
6. 利居山（りいやま）
7. リシリ
8. 利尻岳（りしりだけ）
9. リビラ山（りびらさん）
10. 凌雲岳（りょううんだけ）
11. ルイベツ岳（るいべつだけ）
12. ルシャ山（るしゃやま）
13. ルコツ岳（るこつだけ）
14. ルチシ山（るちしやま）
15. 留取岳（るとりだけ）
16. ルベシベ岳（るべしべだけ）
17. 留辺蘂山（るべしべやま）
18. 瑠辺斯岳（るべすだけ）
19. ルベツネ山（るべつねやま）
20. レサッピ（れさっぴ）
21. 礼士辺山（れしべやま）
22. 礼文岳（れぶんだけ）
23. 朗音山（ろうねやま）
24. 老楽山（ろうらくやま）

## わ行
1. ワイスホルン（わいすほるん）
2. 和加山 (初山別村)（わかやま？）
3. 鷲別岳（わしべつだけ）